# Gomes Freire de Andrade

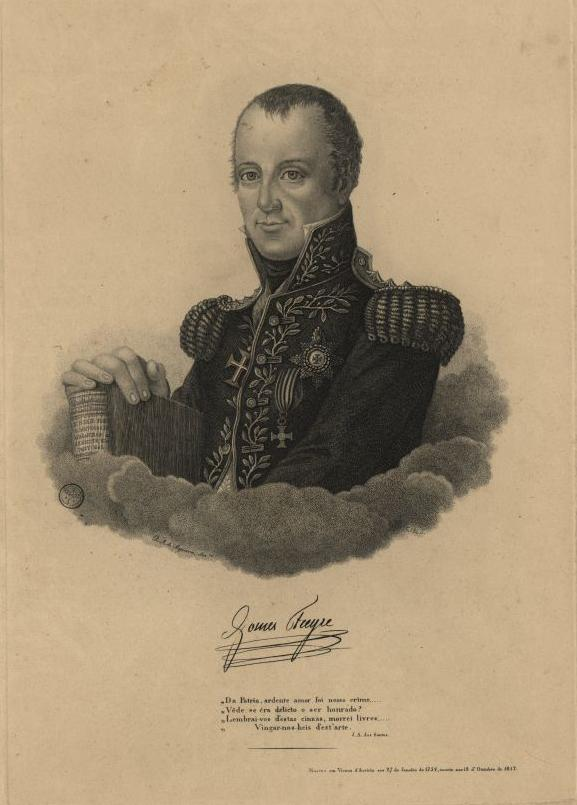
Gomes Freire de Andrade

Gomes Freire de Andrade [ˈgoməʃ ˈfrɐi̯rə djɐnˈdraðə] (* 27. Januar 1757 in Wien; † 18. Oktober 1817 in der Festung Forte de São Julião da Barra, Oeiras/Portugal) war ein portugiesischer General.

## Leben
De Andrade war der Sohn des portugiesischen Gesandten am Österreichischen Hof, Ambrósio Pereira Freire de Andrade (* 1700; † 14. November 1770) und der böhmischen Gräfin Marie Anna Elisabeth von Schaffgotsch (* 9. Oktober 1738; † 27. November 1787). Eine standesgemäße Erziehung sowie seine militärische Laufbahn prägten sein Leben. Bereits während seiner Zeit in Wien war er Ritter des Christusordens.
Im Alter von 24 Jahren wurde er im Februar 1781 nach Portugal geschickt. Ab 1782 war er Kadett im Infanterieregiment von Peniche. Im selben Jahr erfolgte im selben Regiment die Beförderung zum Fähnrich, 1787 dann die Versetzung als Leutnant zur See zur Königlich Portugiesischen Flotte, wo er mit einem Hilfsverband an der spanischen Bombardierung Algiers teilnahm. 1788 wurde er zum Major befördert, erhielt die Erlaubnis, in der Armee der Zarin Katharina II. zu dienen, und brach nach Russland auf. Nach erfolgreicher Teilnahme und bravourösen Einsätzen (Donauebene, Krim, bei der Belagerung von Otschaków brachte er als erster die russische Fahne auf die Wälle) während der Schlachten im Russisch-Österreichischen Türkenkrieg (1787–92) unter dem Oberbefehl Feldmarschall Potjomkins wurde er 1790 von Zarin Katharina II. mit der Beförderung zum Oberst belohnt und erhielt von ihr das »Ehrenschwert« als Auszeichnung überreicht. Bei den Ordensverleihungen wurde er zunächst vergessen. Erst unter Protest und mit der erbetenen Bezeugung durch Oberst Markoff wurde auch ihm die Auszeichnung gewährt. Die Beförderung wurde ihm in Lissabon in Abwesenheit bestätigt.
In den Adelskreisen Sankt Petersburgs erfreute sich Freire de Andrade großer Beliebtheit. Meinungsverschiedenheiten mit Potjomkin führten indes zum Austritt aus der Russischen Armee. Nach Portugal zurückgekehrt, wurde de Andrade zum Oberst im Regiment des Marquês das Minas ernannt, das im Begriff war, zu einer Expedition nach Katalonien auszurücken, um Spanien während des Feldzuges gegen die Französische Republik zu unterstützen. An dieser Expedition, die am 11. November 1793 im Roussillon eintraf, nahmen u. a. der Herzog von Northumberland, der Prinz von Montmorency-Luxembourg, der Graf von Chalons und Graf Liautaud teil. Trotz brillanter Etappensiege konnte sich das spanisch-portugiesische Heer gegenüber den französischen Truppen, die stetigen Nachschub erhielten, letztlich nicht behaupten, was im April 1794 zur Niederlage führte. 1795 erfolgte die Beförderung zum Marschall, 1801 die Teilnahme am sogenannten Orangen-Krieg, in dem Portugal sich Frankreich und nun auch Spanien (welches nach dem Separatfrieden von Basel von 1795 die Seiten gewechselt hatte) gegenübergestellt sah und in Teilen besetzt, zu Reparationen und Gebietsabtretungen (Territorien in Nord Brasilien und das Gebiet von Olivença (spanisch: Olivenza)), sowie zur Aufkündigung seines traditionellen Bündnisses mit England gezwungen wurde.
1807 wurde de Andrade zum Generalleutnant befördert. Durch die Zusammenarbeit mit den französischen und spanischen Besatzern stieg er zum zweiten Kommandanten im portugiesischen Heer auf, das nach französischem Reglement umstrukturiert wurde und sich nach Frankreich aufmachte, wo es sich unter dem Titel Légion Portugaise in die französische Armee eingliederte und in Grenoble Garnison bezog. Während seiner Dienstzeit in Frankreich sah sich de Andrade unterbeschäftigt und unterfordert, sodass die ihm 1813 von Napoléon Bonaparte während der Befreiungskriege übertragene Aufgabe des Gouverneurs von Dresden, das einzige Kommando von Bedeutung blieb, das er in jener Zeit innehatte. Noch im selben Jahr kehrte er nach Paris zurück, wo er die Wiedererrichtung der französischen Monarchie erlebte. 1815 ging er zurück nach Lissabon.
De Andrade hat u. a. die Entwicklung der Freimaurerei im Königreich Portugal, der er im Rang eines Großmeisters angehörte, als einer ihrer Vorreiter gefördert und etablieren geholfen. Als Anführer nahm er an einer liberalen und nationalistischen Verschwörung gegen die absolutistische Monarchie Johanns VI. und die Militärdiktatur Beresfords teil. De Andrade wurde als Landesverräter verhaftet und gemeinsam mit elf Mitverschwörern in der Festung Forte de São Julião da Barra, die während dieser Zeit die Funktion eines politischen Gefängnisses hatte, gehängt. Sein Leichnam wurde verbrannt und die Asche in den Tejo geschüttet. Diese brutale Vorgehensweise des verantwortlichen britischen Oberkommandierenden der portugiesischen Armee und De-facto-Regenten William Carr Beresford führte in Portugal zu erheblichen Unruhen und verschärfte die antibritische Stimmung im Land, was schließlich zur Liberalen Revolution und zum Sturz Beresfords führen sollte. Gomes Freire de Andrade war, der erste große Märtyrer der Liberalen Bewegung in Portugal.

## De Andrades Rolle in der Geschichte Portugals

### Zeittafel
- 1793–1795 Allianz mit Spanien gegen das revolutionäre Frankreich
- 1796 Spanien schwenkt auf die Seite Frankreichs um
- 1801 Einfall der Spanier. Abtretung der Stadt Olivença an Spanien im Frieden von Bajadoz
- 1807–1811 Besetzung Portugals durch den französischen General und Adjutanten von Napoléon Bonaparte Jean Andoche Junot, den französischen Revolutionsgeneral Generalfeldmarschall Nicolas Jean-de-Dieu Soult und den Heerführer André Masséna. Die Königsfamilie flüchtet nach Brasilien.
- 1810 Sieg Wellingtons über die Franzosen in der Schlacht bei Buçaco.
- 1816–1826 Dom Joao VI.(Johann VI.) wird nach dem Tode Maria I. zum König von Brasilien und Portugal gekrönt und bleibt das bis zu seinem Tod 1826.
- 1817 Liberale Verschwörung unter Gomes Freire de Andrade, endend mit dessen Hinrichtung.[3]

### Geschichtliche Einordnung
Gomes Freire de Andrade war eingebunden in die Liberale Revolution und den Kampf zwischen Absolutisten und Konstitutionalisten, in einer Zeit in der besonders in der portugiesischen Armee der Ruf nach einer Verfassung laut wurde. Das Land hatte zu dieser Zeit keine Verfassung, wurde also immer noch absolutistisch regiert. Insoweit fielen von Napoleons revolutionären Truppen nach Portugal gebrachte Ideen bei den schlecht bezahlten Armeeangehörigen auf fruchtbaren Boden. Die Abwesenheit der königlichen Familie sowie die Anwesenheit ausländischer Kommandanten und Vorkommnisse in Spanien führten zu zusätzlichen Unruhen im Land. Der britische General und portugiesische Marschall William Carr Beresford, der im Zeitraum 1811 bis 1821 der eigentliche Herrscher in Portugal war, ging hart gegen seine Gegner vor, unterdrückte deren Forderungen mit großer Unerbittlichkeit und ließ eine Reihe von ihnen hinrichten, darunter auch den liberal eingestellten Gomes Freire de Andrade.